# Steve Strange
Stephen John Harrington (Newbridge, 28 de maio de 1959 — Sharm el-Sheikh, 12 de fevereiro de 2015), mais conhecido pelo nome artístico de Steve Strange, foi um músico britânico nascido no País de Gales. Ele ficou conhecido como o vocalista da banda Visage e por ser um dos principais nomes do movimento New romantic.

## Morte
Steve morreu aos 55 anos na cidade de Sharm el-Sheikh, Egito, durante uma viagem de férias, em 12 de fevereiro de 2015. A causa da morte foi um ataque cardíaco.